# Matthew Underwood
Matthew Dillon Underwood (Fort Pierce, 23 aprile 1990) è un attore statunitense, noto al pubblico soprattutto per aver interpretato il personaggio di Logan Reese nella serie di Nickelodeon Zoey 101.

## Biografia

### Carriera
Matthew ha iniziato la sua carriera all'età di sei anni lavorando come modello e vincendo anche diversi premi.
La sua prima apparizione cinematografica è stata nel 1992 nel film Malcolm X. Dal 2005 al 2008 ha interpretato il ruolo di Logan Reese nella serie televisiva Zoey 101.
Nel 2009 ha recitato nel film Reality Horror Night interpretando il ruolo di se stesso. Nel 2013 ha diretto il video musicale How Could I Want More di Jamie Lynn Spears.

### Vita privata
Matthew gira in libertà vigilata dopo l'arresto per possesso di marijuana e uso in presenza di un minore dell'aprile 2012; è stato poi nuovamente arrestato nel novembre del 2012 nella sua casa di Port St. Lucie dopo una perquisizione.
È stato legato sentimentalmente per quattro anni a Erin Sanders, sua collega sul set di Zoey 101.

## Filmografia

### Attore
- Malcolm X – film TV (1992)
- Go for It! – serie TV (2002)
- The Wishing Stone – film TV (2002)
- The Marionette – film TV (2004)
- Method & Red – serie TV (2004), nell'episodio pilota
- E-Venture Kids – serie TV (2005)
- Damnation of Souls – film TV (2006)
- Web Journal Now – cortometraggio (2006)
- Zoey 101 – serie TV (2005-2008)
- Reality Horror Night – film TV (2009)
- Sam & Cat – serie TV (2013-2014), cameo nell'episodio speciale Il salto del tonno: Freddie, Jade, Robbie
- Zoey 102 , regia di Nancy Hower (2023)

### Doppiatore
- Hôhokekyo tonari no Yamada-kun (1999)
- Casper's Scare School – film TV (2006)
- Avatar - La leggenda di Aang (Avatar: The Last Airbender), nell'episodio "La festa da ballo" (2007)

## Premi e Nomination
| Anno | Premio             | Categoria | Lavoro   | Risultato       |
| ---- | ------------------ | --- | -------- | --------------- |
| 2006 | Young Artist Award | Eccezionale insieme di giovani in una serie televisiva con Sean Flynn, Paul Butcher, Kristin Herrera, Victoria Justice, Christopher Massey, Alexa Nikolas, Erin Sanders e Jamie Lynn Spears | Zoey 101 | Vincitore/trice |
| 2006 | Young Artist Award | Miglior performance in una serie televisiva - Giovane attore non protagonista | Zoey 101 | Candidato/a     |
| 2007 | Young Artist Award | Eccezionale insieme di giovani in una serie televisiva con Jamie Lynn Spears, Paul Butcher, Sean Flynn, Victoria Justice, Christopher Massey, Alexa Nikolas e Erin Sanders                  | Zoey 101 | Vincitore/trice |
| 2008 | Young Artist Award | Eccezionale insieme di giovani in una serie televisiva con Jamie Lynn Spears, Paul Butcher, Sean Flynn, Victoria Justice, Christopher Massey e Erin Sanders                                 | Zoey 101 | Candidato/a     |